# Epipactis
Epipactis és un gènere amb unes 63 espècies d'orquídies terrestres, de la subfamília Epidendroideae, de la tribu Neottieae, de la família Orchidaceae. El nom Epipactis procedeix del grec επιακτις, epipaktis, nom d'una planta medicinal usada en la Grècia clàssica. Aquestes orquídies es distribueixen en les zones temperades i subtropicals de les Amèriques, Àsia i Europa, i es troben en boscos i en espais oberts, amb desenvolupament sota terra, en sòls i sovint en dunes humides prop del mar. Són plantes resistents a la humitat i es poden desenvolupar en llocs molt humits.Totes aquestes espècies tenen una dependència molt forta en la seva simbiosi amb la seva madeixa d'hifes. Algunes espècies, no obstant això, han reduït les fulles i necessiten menys clorofil·la. Aquestes formes es poden reconèixer per les seves flors porpra en comptes de violeta.